# مكتبة جامعة برنستون

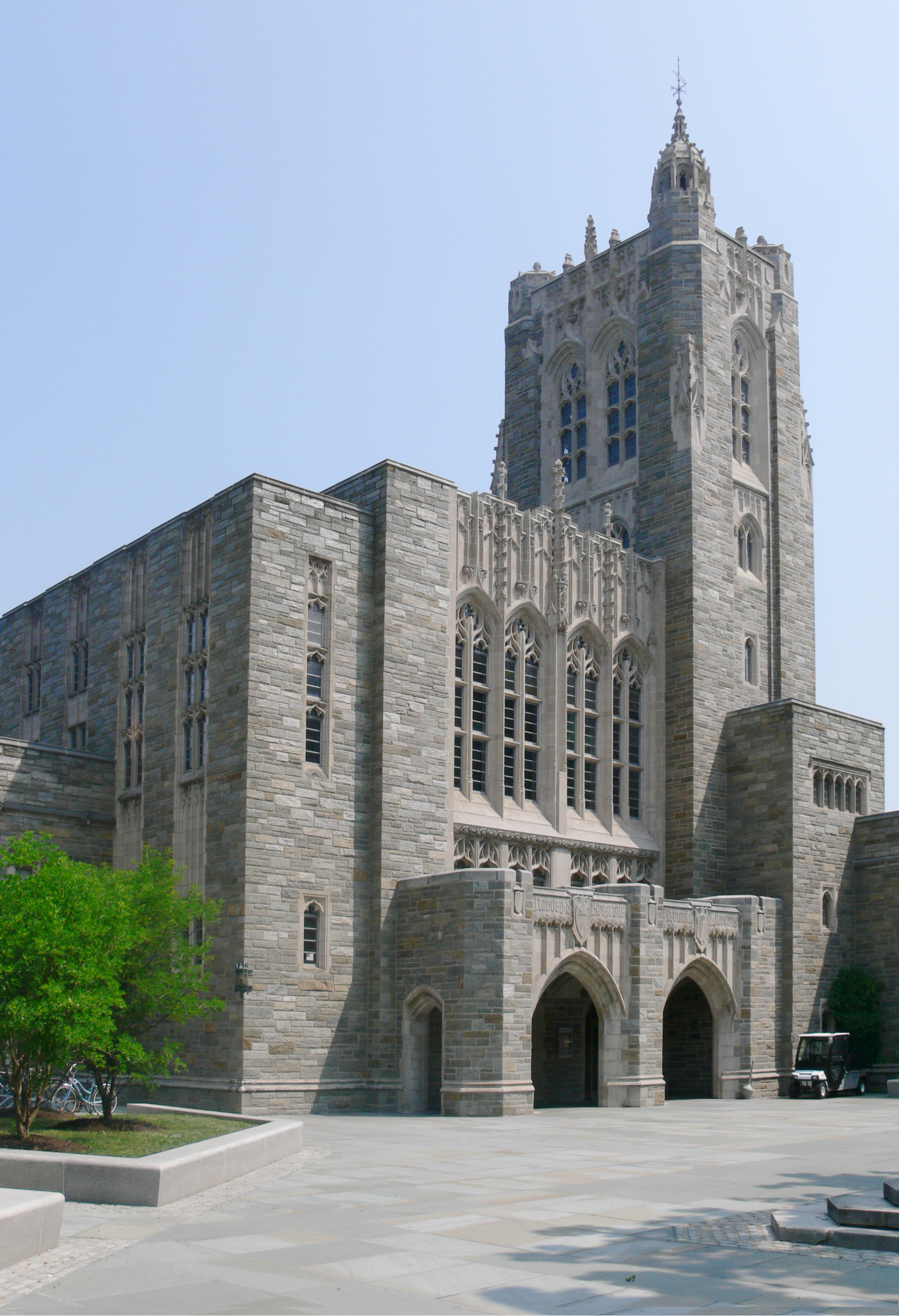
مكتبة جامعة برينستون

مكتبة جامعة برينستون هو اسم لنظام يتكوّن من مكتبات في الولايات المتحدة. هذه المؤسسة مملوكة لجامعة برينستون.
يعد نظام مكتبة الجامعة، الذي يحتوي على 6,941,254 عنوان كتاب، من بين أكبر مستودعات الكتب في الولايات المتحدة.

## روابط خارجية
- الموقع الرسمي